# Philadelphia Jack O'Brien
Philadelphia Jack O'Brien (Filadélfia, 17 de janeiro de 1878 - Nova Iorque, 12 de novembro de 1942) foi um pugilista americano, campeão mundial dos meios-pesados em 1905.

## Biografia
Philadelphia Jack O'Brien, cujo nome verdadeiro era James Francis Hagen, começou sua carreira profissional no boxe em 1896. Seu início não pareceu muito promissor, com muitos empates e lutas sem decisão.
Porém, em 1900, O'Brien deu a primeira demostração de que poderia vir a se tornar um dia campeão, quando encarou Jack Bonner, um lutador que dois anos antes havia disputado o título vago dos pesos-médios contra Tommy Ryan. Apesar da luta ter terminado sem um vencedor oficial, os jornais deram vitória fácil para O'Brien.
Entre 1902 e 1903, O'Brien lutou primordialmente contra pesos-pesados, tendo se saído bem diante de vários boxeadores expressivos, tais como Joe Choynski, Peter Maher e Marvin Hart. Então, no fim de 1903, O'Brien reivindicou para si o título de campeão mundial dos pesos-médios após uma vitória sobre Jack Twin Sullivan, em virtude do então campeão Tommy Ryan ter ficado mais de um ano sem fazer nenhuma defesa de seu título.
Desta forma, logo no início de 1904, O'Brien enfrentou o legítimo campeão mundial dos pesos-médios Tommy Ryan, em uma rápida e brutal luta de apenas seis rounds, na qual ambos os lutadores foram à lona, uma vez cada, mas que acabou chegando ao fim dos seis rounds sem um resultado oficial. Alguns jornais deram vitória para O'Brien.
Não obstante, mesmo após essa sua inconclusiva luta contra Ryan, O'Brien seguiu defendendo seu pretenso título de campeão mundial dos pesos-médios até 1905, quando acabou sendo derrotado nos pontos por Hugo Kelly. Mais tarde, porém, ainda em 1905, O´Brien conseguiu dar a volta por cima de maneira soberba, conquistando o título mundial dos meios-pesados, através de um nocaute técnico, diante do super-campeão Bob Fitzsimmons.
Então, após conquistar o maior triunfo de toda sua carreira, O'Brien decidiu abdicar de seu título dos meios-pesados, no intuito perseguir o cinturão mundial dos pesos-pesados, que àquela altura estava em posse de Tommy Burns, um lutador que O´Brien tinha derrotado em um combate realizado em 1904.
Esse segundo encontro entre Burns e O'Brien, válido pelo título mundial dos pesos-pesados, aconteceu em 1906 e durou vinte assaltos, ao término dos quais foi declarado um empate. Burns assim manteve seu título, mas O'Brien logo exigiu uma revanche. Dessa maneira, um novo embate sucedeu-se em 1907, sendo que desta vez Burns foi o vencedor nos pontos, após outros vinte assaltos lutados.
Depois de ter fracassado em se tornar campeão mundial dos pesados, em 1909, O'Brien lutou dez assaltos contra o temido campeão mundial dos médios Stanley Ketchel. Essa luta entre Ketchel e O'Brien foi bastante equilibrada, com uma ligeira vantagem de O'Brien até sua metade. Contudo, no último assalto, O'Brien foi brutalmente castigado por Ketchel, tendo sido salvo de uma derrota por nocaute pelo soar do gongo. A vitória foi dada a Ketchel pelos jornais.
Posteriormente, naquele mesmo ano de 1909, O'Brien novamente mostrou toda sua valentia, desafiando o novo campeão mundial dos pesos-pesados Jack Johnson. O'Brien fez uma luta parelha contra Johnson, em um combate rápido de seis assaltos, que terminou sem um resultado oficial. A maioria dos jornais da época noticiaram um empate.
Reanimado pela sua boa exibição contra Johnson, a seguir, O'Brien tornou a desafiar Ketchel. Entretanto, neste segundo encontro entre os dois, Ketchel não deixou qualquer margem à dúvida, terminando a luta com um nocaute no terceiro.
O'Brien encerrou sua carreira em 1912, depois de uma sucessão de derrotas. Seu currículo possui uma marca impressionante de 187 lutas, com apenas 7 derrotas oficiais.
Em 1994, Philadelphia Jack O'Brien juntou-se à galeria dos pugilistas imortalizados no International Boxing Hall of Fame.